# 西藏自治区革命委员会
西藏自治区革命委员会，简称西藏自治区革委会、西藏革委会，是1968年9月至1979年8月间西藏自治区的省级国家行政机关。

## 历任领导

### 前期
- 时间：1968年9月－1977年12月
- 主任：曾雍雅（－1970年11月） → 任荣（代，1970年11月－）

### 后期
- 时间：1977年12月－1979年8月
- 主任：任荣
- 副主任：天宝、阿沛·阿旺晋美、杨东生、郭锡兰、巴桑、热地、杨宗欣、牛瑞騆、洛桑慈诚、乔加钦